# Bob Bryan
Robert Charles "Bob" Bryan (Camarillo, Kalifornija, 29. travnja 1978.) je američki muški profesionalni tenisač. Uz brata bliznaca Mikea, proveo je više od 200 tjedna kao svjetski broj 1 u konkurenciji parova. Osvajač je osamnaest Grand Slam naslova, 11 u konkurenciji muških parova i sedam u mješovitim parovima. Profesionalac je postao 1998. godine.

## Vanjske poveznice
- Profil na ATP-u
- Službena stranica